# Kościół Świętych Apostołów Piotra i Pawła w Pągowie
Kościół Świętych Apostołów Piotra i Pawła – rzymskokatolicki kościół filialny w Pągowie (gmina Wilków). Świątynia należy do parafii Oczyszczenia Najświętszej Maryi Panny w Bukowiu w dekanacie Oleśnica wschód, archidiecezji wrocławskiej. Dnia 5 lutego 1966 roku pod numerem 1106/66 kościół został wpisany do Rejestru zabytków województwa opolskiego. 

## Rys historyczny kościoła
Pierwsze informacje o kościele w Bukowie pochodzą z 1376 roku. Obecny, murowany (dolna część wykonana z kamienia) został zbudowany w stylu gotyckim w XV wieku. Wieża jest drewniana, a jej zwieńczeniem był dach hełmowy, który to jest również charakterystyczny dla architektury cerkiewnej. W XVIII wieku wieża została rozbudowana, a jej hełm na wieży zmieniony na dach ośmiopolowy. W wieży osadzony jest, pochodzący z 1738 roku, dzwon kościelny, wykonany przez ludwisarza z Wrocławia, Kaspra Koerberga. Ołtarz główny pochodzi z przełomu XVII i XVIII wieku. W jego centralnej części znajduje się rzeźba Ukrzyżowanego Jezusa Chrystusa. W bocznej nawie znajduje się ambona, którą zdobią barokowe motywy roślinno-owocowe i postacie apostołów. Ambona została wykonana pod koniec XVII wieku. Do XVI wieku świątynia podlegała wiernym wyznania katolickiego, od XVI wieku do 1945 roku była w rękach ewangelików. Od momentu zakończenia II wojny światowej kościół w Bukowiu należy do wyznawców wiary rzymskokatolickiej.